# Olympische Winterspiele 2006/Skilanglauf – Team-Sprint (Männer)
Der Team-Sprint der Männer im Skilanglauf bei den Olympischen Winterspielen 2006 wurde am 14. Februar 2006 in Pragelato ausgetragen. Gelaufen wurde in der Klassischen Technik. Olympiasieger wurde das schwedische Duo Thobias Fredriksson / Björn Lind vor dem norwegischen und dem russischen Team.

## Daten
- Datum: 14. Februar 2006
- Streckenlänge: 1325 m
- Höhenunterschied: 26 m
- Maximalanstieg: 26 m
- Totalanstieg: 47 m
- 48 Teilnehmer aus 24 Ländern

## Ergebnisse
- Q – Qualifikation für die nächste Runde

### Halbfinale

#### Lauf 1
| Rang | Land                | Sportler                               | Zeit (min) | Anmerkungen |
| ---- | ------------------- | -------------------------------------- | ---------- | ----------- |
| 1    | Schweden            | Thobias Fredriksson Björn Lind         | 17:34,0    | Q           |
| 2    | Tschechien          | Dušan Kožíšek Martin Koukal            | 17:34,9    | Q           |
| 3    | Slowakei            | Martin Bajčičák Ivan Bátory            | 17:36,1    | Q           |
| 4    | Finnland            | Keijo Kurttila Lauri Pyykönen          | 17:39,2    | Q           |
| 5    | Kasachstan          | Nikolai Tschebotko Jewgeni Koschewoi   | 17:42,6    | Q           |
| 6    | Japan               | Katsuhito Ebisawa Yūichi Onda          | 17:46,6    |             |
| 7    | Estland             | Priit Narusk Anti Saarepuu             | 18:07,4    |             |
| 8    | Slowenien           | Nejc Brodar Jože Mehle                 | 18:34,4    |             |
| 9    | Ukraine             | Iwan Bilossjuk Witalij Marziw          | 18:50,4    |             |
| 10   | Volksrepublik China | Tian Ye Li Geliang                     | 18:57,4    |             |
| 11   | Rumänien            | Zsolt Antal Mihai Găliceanu            | 18:04,3    |             |
| 12   | Türkei              | Sabahattin Oğlago Muhammet Kızılarslan | 19:46,5    |             |

#### Lauf 2
| Rang | Land               | Sportler                                | Zeit (min) | Anmerkungen |
| ---- | ------------------ | --------------------------------------- | ---------- | ----------- |
| 1    | Norwegen           | Jens Arne Svartedal Tor Arne Hetland    | 17:22,1    | Q           |
| 2    | Russland           | Wassili Rotschew Iwan Alypow            | 17:22,2    | Q           |
| 3    | Deutschland        | Jens Filbrich Andreas Schlütter         | 17:22,6    | Q           |
| 4    | Italien            | Freddy Schwienbacher Giorgio Di Centa   | 17:26,2    | Q           |
| 5    | Polen              | Maciej Kreczmer Janusz Krężelok         | 17:27,1    | Q           |
| 6    | Kanada             | Devon Kershaw George Grey               | 17:31,2    |             |
| 7    | Vereinigte Staaten | Chris Cook Andrew Newell                | 17:54,9    |             |
| 8    | Schweiz            | Reto Burgermeister Christoph Eigenmann  | 18:00,5    |             |
| 9    | Österreich         | Johannes Eder Jürgen Pinter             | 18:12,2    |             |
| 10   | Südkorea           | Choi Im-heon Park Byung-joo             | 19:40,0    |             |
| 11   | Kroatien           | Damir Jurčević Denis Klobučar           | 19:43,1    |             |
| DNF  | Armenien           | Howhannes Sargsjan Edmond Chatschatrjan | –          |             |

### Finale
| Rang | Land        | Sportler                              | Zeit (min) |
| ---- | ----------- | ------------------------------------- | ---------- |
| 1    | Schweden    | Thobias Fredriksson Björn Lind        | 17:02,9    |
| 2    | Norwegen    | Jens Arne Svartedal Tor Arne Hetland  | 17:03,5    |
| 3    | Russland    | Wassili Rotschew Iwan Alypow          | 17:05,2    |
| 4    | Deutschland | Jens Filbrich Andreas Schlütter       | 17:14,0    |
| 5    | Finnland    | Keijo Kurttila Lauri Pyykönen         | 17:21,5    |
| 6    | Kasachstan  | Nikolai Tschebotko Jewgeni Koschewoi  | 17:25,1    |
| 7    | Polen       | Maciej Kreczmer Janusz Krężelok       | 17:26,3    |
| 8    | Slowakei    | Martin Bajčičák Ivan Bátory           | 18:30,9    |
| 9    | Italien     | Freddy Schwienbacher Giorgio Di Centa | 18:31,3    |
| 10   | Tschechien  | Dušan Kožíšek Martin Koukal           | 18:49,6    |